# Cicatrisation assistée par laser
La cicatrisation assistée par laser (ou LASH pour « Laser-Assisted Skin Healing ») permet aujourd’hui d’améliorer le confort postopératoire des patients, de minimiser les risques de complications cicatricielles et de réduire les cicatrices chirurgicales.

## Le traitement
Le traitement vise à stimuler les mécanismes naturels de régénération et de réparation de la peau initiés dès la fermeture de plaie soit au tout début du processus de cicatrisation.
À cette étape, le laser délivre un stress thermique contrôlé sur la zone de peau à traiter qui permet de réduire l’inflammation, favoriser la cicatrisation, renforcer la résistance de la plaie et diminuer le risque de cicatrice résiduelle.
Ainsi, en orientant précocement la réponse tissulaire, cette méthode d’aide à la cicatrisation permet de prévenir les défauts de régénération et de réparation tissulaire à l’origine des problèmes de cicatrisation.
Le traitement est appliqué à l’aide d’un laser à main miniaturisé utilisé par les chirurgiens européens depuis fin 2008.

## Validation clinique
L’efficacité du traitement par LASH a été démontrée au travers de différentes études de cas et d’une étude clinique conduite sur de longues cicatrices horizontales de plasties abdominales.
Cette étude clinique visait deux objectifs complémentaires : évaluer à la fois la sécurité mais aussi les bénéfices thérapeutiques et cosmétiques d’un traitement par un laser diode 810 nm associé à un bandelette de sécurité chargée de reconnaître, positionner, paramétrer et contrôler le traitement laser.
Les résultats obtenus confirment les bénéfices apportés par la technologie LASH : un processus de cicatrisation accéléré, une réduction significative de la cicatrice résiduelle et une amélioration du confort postopératoire des patients. Ainsi, 12 mois après le traitement par laser, 83 % des patients témoignent d’une amélioration significative de la section traitée par laser comparée à la section non traitée.